# 円鏡の歌謡曲ドンドン
円鏡の歌謡曲ドンドン（えんきょうのかようきょくドンドン）は、かつてニッポン放送の平日夕方の時間帯で放送されていたラジオ番組。パーソナリティは落語家の月の家円鏡。放送期間は1968年9月2日から1973年4月6日まで。

## 放送時間
- 毎週月曜日 - 金曜日　15:30 - 16:00 （1968年9月2日 - 1968年11月1日）
- 毎週月曜日 - 金曜日　16:00 - 16:30 （1968年11月4日 - 1973年4月6日）

## 出演者
- パーソナリティ:月の家円鏡（5代目。正しくは「圓鏡」であるが、番組名としては放送期間を通じて「円鏡」が使用されていたため、本項では「円鏡」と表記する。1982年10月8代目橘家圓蔵を襲名）

## 概要
月の家円鏡がパーソナリティを務めるニッポン放送平日夕方の番組としては、最初期にスタートした番組である（以後改編による番組の変遷はあったが、1987年4月3日の『橘家圓蔵のハッピーカムカム』終了まで、約19年に亘りニッポン放送平日夕方の番組に連続出演していた）。放送時間は30分間で、開始時刻は当初15時30分であったが、1968年11月4日より16時に変更されている。1970年10月1日には、当番組の後の時間枠となる16時40分からの40分間番組『円鏡のモシモシ歌謡曲』が別にスタートし、これ以降平日夕方のニッポン放送では月の家円鏡がパーソナリティを務める番組が2本放送されていた。
1973年4月9日には『円鏡の歌謡曲ドンドン』と『円鏡のモシモシ歌謡曲』の時間枠を統合する形で、新たに『月の家円鏡ショー』がワイド番組としてスタートし、『円鏡の歌謡曲ドンドン』はその内包番組となったため、単独番組としては1973年4月6日で終了となった。
| ニッポン放送 平日 15:30 - 16:00                                                                  | ニッポン放送 平日 15:30 - 16:00                       | ニッポン放送 平日 15:30 - 16:00    |
| 前番組                                                                                           | 番組名                                                | 次番組                             |
| ------------------------------------------------------------------------------------------------ | ----------------------------------------------------- | ---------------------------------- |
| ニュース （15:30 - 15:35）歌うキャンパス （15:35 - 15:50）ハイウェイパートナー （15:50 - 16:00） | 円鏡の歌謡曲ドンドン （1968年9月2日 - 1968年11月1日） | 軽音楽パレード （15:00 - 16:00）   |
| ニッポン放送 平日 16:00 - 16:30                                                                  |                                                       |                                    |
| 歌謡パレード                                                                                     | 円鏡の歌謡曲ドンドン （1968年11月4日 - 1973年4月6日） | 月の家円鏡ショー （16:00 - 17:20） |